# Departamento de Ubaté
Ubaté fue uno de los departamentos en que se dividía el Estado Soberano de Cundinamarca (Colombia). Fue creado por medio de la ley del 16 de enero de 1866. Tenía por cabecera a la ciudad de Ubaté. El departamento comprendía parte del territorio de las actuales regiones cundinamarquesas de Almeidas y Ubaté.

## División territorial
El departamento al momento de su creación (1866) estaba dividido en los distritos de Ubaté (capital), Carupa, Fúquene, Paime, Simijaca, Susa, Tausa y Sutatausa.
En 1876 el departamento comprendía los distritos de Ubaté (capital), Carupa, Chocontá, Cucunubá, Fúquene, Guachetá, Hatoviejo, Lenguazaque, Machetá, Manta, Paime, Sutatausa, Simijaca, Susa, Tibirita y Tausa.